# Karine Tuil
Karine Tuil (Parigi, 3 maggio 1972) è una scrittrice francese.

## Biografia
Nata nel 1972 a Parigi, ha ottenuto un Diploma di Studi Approfonditi (DEA) in diritto della comunicazione e scienze dell'informazione all'Università Panthéon-Assas.
Mentre preparava la sua tesi di dottorato, ha iniziato a scrivere tre romanzi riuscendo a trovare un editore per il terzo, Pour le pire, pubblicato nel 2000 e ha deciso così di dedicarsi alla scrittura senza portare a termine la tesi.
In seguito ha pubblicato altri 10 romanzi, l'ultimo dei quali, Le cose umane, ha ottenuto il Prix Interallié e il Prix Goncourt des lycéens nel 2019.
Nominata dama dell'Ordine delle arti e delle lettere nel 2014, vive e lavora nella capitale francese con il compagno e i loro tre figli.

## Opere
- (FR) Pour le pire, Parigi, Plon, 2000, ISBN 2-259-19294-7.
- (FR) Interdit, Parigi, Plon, 2001, ISBN 2-259-19520-2.
  -  Vietato, traduzione di Paola Carbonara, Roma, Voland, 2006, ISBN 88-88700-67-6.
- (FR) Du sexe féminin, Parigi, Plon, 2002, ISBN 2-259-19708-6.
  -  Di sesso femminile, traduzione di Stefania Ricciardi, Roma, Voland, 2005, ISBN 88-88700-36-6.
- (FR) Tout sur mon frère, Parigi, Grasset & Fasquelle, 2003, ISBN 2-246-65401-7.
- (FR) Quand j'étais drôle, Parigi, Grasset & Fasquelle, 2005, ISBN 2-246-65411-4.
  -  Quando ero divertente, traduzione di Emanuela Pettinelli, Roma, Voland, 2008, ISBN 978-88-88700-96-0.
- (FR) Douce France, Parigi, Grasset & Fasquelle, 2007, ISBN 2-246-70991-1.
- (FR) La Domination, Parigi, Grasset & Fasquelle, 2008, ISBN 2-246-73921-7.
- (FR) Six mois, six jours, Parigi, Grasset & Fasquelle, 2010, ISBN 978-2-246-75831-0.
- (FR) L'Invention de nos vies, Parigi, Grasset & Fasquelle, 2013, ISBN 978-2-246-80752-0.
  -  L'invenzione della vita, traduzione di Marina Karam, Milano, Frassinelli, 2015, ISBN 978-88-88320-81-6.
- (FR) L'Insouciance, Parigi, Gallimard, 2016, ISBN 978-2-070-14619-2.
  -  L'incoscienza, traduzione di Raffaella Patriarca, Milano, Frassinelli, 2019, ISBN 978-88-94814-23-1.
- (FR) Les Choses humaines, Parigi, Gallimard, 2019, ISBN 978-2-07-272933-1.
  -  Le cose umane, traduzione di Fabrizio Ascari, Milano, La nave di Teseo, 2021, ISBN 978-88-34606-66-7.

## Filmografia
- No Man's Land – serie TV, episodio 1x01 (2020)
- L'accusa (Les Choses humaines), regia di Yvan Attal (2021)

## Premi e riconoscimenti
- Prix littéraires Les Lauriers verts: 2013 vincitrice con L'invenzione della vita
- Premio Goncourt: 2016 finalista con L'incoscienza
- Grand Prix du roman de l'Académie française: 2016 finalista con L'incoscienza
- Prix Landerneau des lecteurs: 2016 vincitrice con L'incoscienza
- Prix Goncourt des lycéens: 2019 vincitrice con Le cose umane
- Prix Interallié: 2019 vincitrice con Le cose umane